# بولينا غاغارينا
بولينا سيرجيفنا غاغارينا (بالروسية: Полина Сергеевна Гагарина)‏ (بالروسية:Поли́на Серге́евна Гага́рина; ولدت في 27 مارس 1987) مغنية، وكاتبة أغاني، ممثلة وعارضة أزياء روسية مثلت روسيا في مسابقة الأغنية الأوروبية 2015 بأغنية «مليون صوت» حيث احتل المركز الثاني.
كانت عاشر أعلى ربح روسي على انستغرام ويوتيوب في عام 2021، حيث بلغ صافي الإيرادات حوالي 6 ملايين دولار أمريكي من 8.9 مليون مشترك.

## حياتها الشخصية
في 25 أغسطس 2007، تزوجت غاغارينا الممثل الروسي بيوتر كيسلوف. أنجب ابنهم أندري، في 14 أكتوبر 2007 . تم الطلاق بينهما في 31 مارس 2010 . تزوجت المصور ديمتري إسخاكوف في 9 سبتمبر 2014 .

## روابط خارجية
- بولينا غاغارينا على موقع IMDb (الإنجليزية)
- بولينا غاغارينا على موقع روتن توميتوز (الإنجليزية)
- بولينا غاغارينا على موقع ميوزك برينز (الإنجليزية)
- بولينا غاغارينا على موقع أول ميوزيك (الإنجليزية)
- بولينا غاغارينا على موقع ديسكوغز (الإنجليزية)
- بولينا غاغارينا على موقع قاعدة بيانات الفيلم (الإنجليزية)
- بولينا غاغارينا على موقع كينوبويسك (الروسية)

- الموقع الرسمي
- Polina Gagarina فيسبوك
- Polina Gagarina فكونتاكتي
- Polina Gagarina at the Forbes